# Pełcznica (rzeka)
Pełcznica (Czarnula, niem. Polsnitz, Freiburger Wasser) – rzeka górska w południowo-zachodniej Polsce w woj. dolnośląskim w Sudetach Środkowych, w Górach Wałbrzyskich, Kotlinie Wałbrzyskiej i Pogórzu Wałbrzyskim.
Rzeka o długości 39,95 km, prawy dopływ Strzegomki, jest ciekiem IV rzędu należącym do dorzecza Odry, zlewiska Morza Bałtyckiego.
Rzeka płynie w województwie dolnośląskim. Jej źródła znajdują się powyżej Wałbrzycha, w Górach Wałbrzyskich, u podnóża zachodniego zbocza wzniesienia Borowa, po północnej stronie przysiółka Rybnicy Leśnej- Kamionka, w pobliżu dzielnicy Glinik Stary, około 558 m n.p.m. Przepływa przez Wałbrzych i Świebodzice, przy czym wałbrzyski odcinek jest częściowo skanalizowany – tzn. na całym odcinku zabudowy miejskiej koryto rzeki stanowi kanał kryty o długości ok. 5,4 km, który kończy się w dzielnicy Stary Zdrój. Pomiędzy Wałbrzychem a Świebodzicami tworzy Przełom Pełcznicy. Wpada do Strzegomki na jej 43–44 kilometrze, w pobliżu wsi Skarżyce. Koryto rzeki kamienisto-żwirowe słabo spękane i na ogół nieprzepuszczalne z małymi progami kamiennymi, na których w górnym biegu w kilku miejscach występują niewielkie progi. W większości swojego biegu płynie obok drogi, wśród terenów zabudowanych i pól uprawnych. Zasadniczy kierunek biegu rzeki jest północno-wschodni. Jest to rzeka górska odwadniająca ze swymi dopływami zachodnią część Gór Wałbrzyskich oraz odprowadza część wód z Kotliny Wałbrzyskiej i Pogórza Wałbrzyskiego. Rzeka charakteryzuje się niewyrównanymi spadkami podłużnymi i zmiennymi wodostanami, znajduje się na niej szereg progów redukujących spadek.

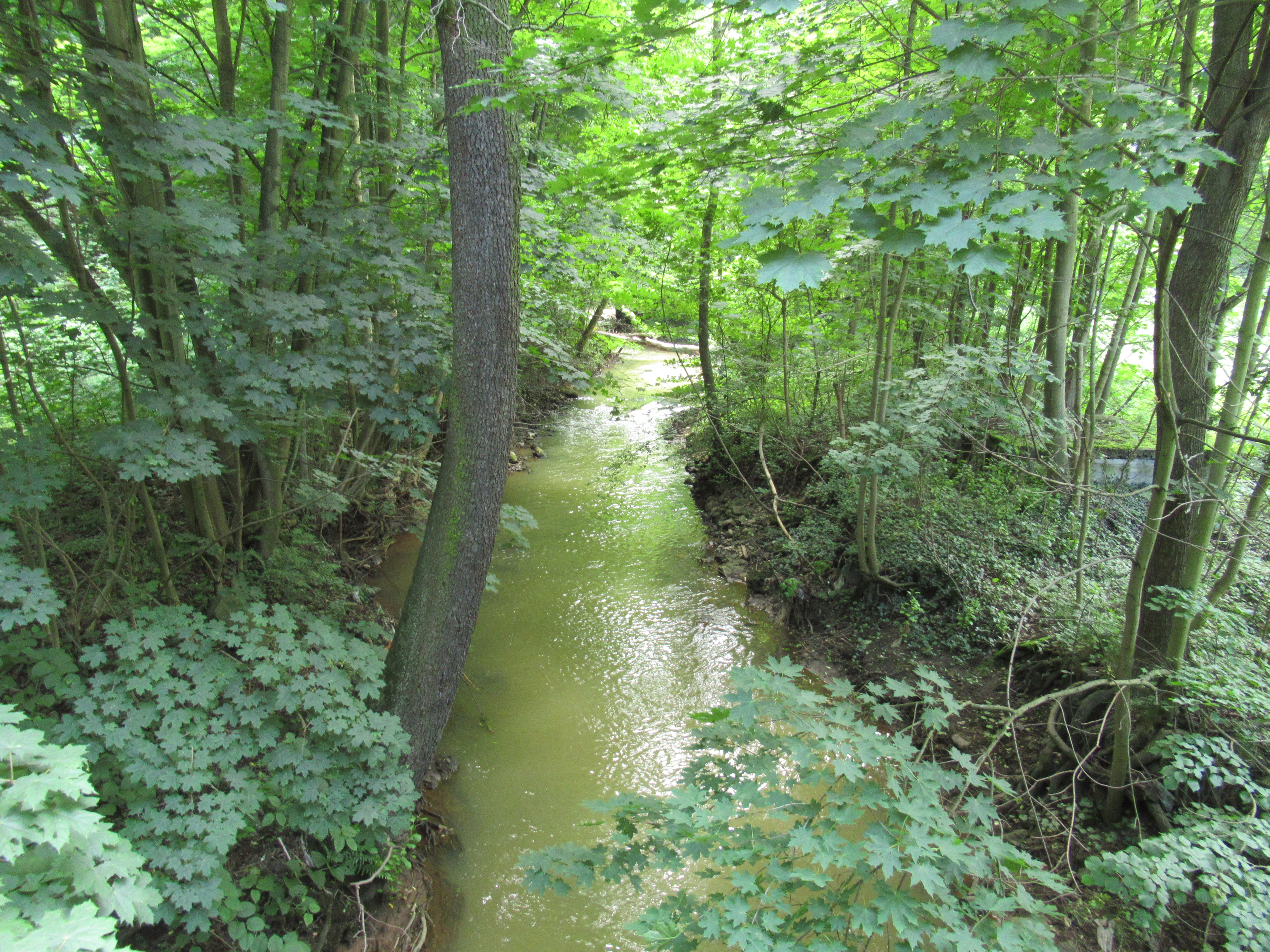
Pełcznica w Książańskim Parku Krajobrazowym

Większymi dopływami są potoki: Sobięcinka, Poniatówka, Lubiechowski Potok (Lubiechowska Woda) i Szczawnik.
Obecnie Pełcznica toczy wody od I do III klasy czystości. W latach 1946–1996 była zwana przez mieszkańców Wałbrzycha i okolic „Czarną Rzeką”, „Czarną”, „Smródką”, a w Świebodzicach – „Czarnulą”. Powodem było katastrofalne zanieczyszczenie szlamem z odstojników, poflotacyjnych węgla z wałbrzyskich kopalń.